# Pilea puruiensis
Pilea puruiensis är en nässelväxtart som beskrevs av Donn. Smith. Pilea puruiensis ingår i släktet pileor, och familjen nässelväxter. Inga underarter finns listade i Catalogue of Life.